# Стайский сельсовет
Стайский сельсовет (бел. Стайскі сельсавет) — административная единица на территории Лепельского района Витебской области Белоруссии. Административный центр — агрогородок Стаи. Население — 2385 человек (2019).

## История
8 апреля 2004 года в состав сельсовета вошли 7 населённых пунктов упразднённого Заозерского сельсовета. 10 октября 2013 года включена территория упразднённого Пышненского сельсовета.

## Состав
Стайский сельсовет включает 44 населённых пункта:
- Антоновка — деревня.
- Большие Пышногоры — деревня.
- Будевцы — деревня.
- Воронь — деревня.
- Городец — деревня.
- Деньгубы — деревня.
- Дражно — деревня.
- Жарцы — деревня.
- Заболотье — деревня.
- Заборье — деревня.
- Закаливье — деревня.
- Заозерье — деревня.
- Заполье — деревня.
- Заровье — деревня.
- Затеклясье — деревня.
- Звезда — деревня.
- Кальники — деревня.
- Кривки — деревня.
- Кривцы — деревня.
- Кулеши — деревня.
- Малые Пышногоры — деревня.
- Матюшино — деревня.
- Медведовка — деревня.
- Новины — деревня.
- Новоселки — деревня.
- Оконо — деревня.
- Осье — деревня.
- Прудок — деревня.
- Подлобные — деревня.
- Поплавки — деревня.
- Пунище — деревня.
- Пышно — деревня.
- Рачицы — деревня.
- Савин Дуб — деревня.
- Свободная Жизнь — деревня.
- Селище — деревня.
- Ситники — деревня.
- Слободка — деревня.
- Соломахи — деревня.
- Стаи — агрогородок.
- Старый Лепель — деревня.
- Студенка — деревня.
- Юрковщина — деревня.
- Уберцы — деревня.

Упразднённые населённые пункты:
- Клевзы — деревня[4].

## Население
Согласно переписи 2009 года на территории сельсовета проживало 2273 человека, среди которых 94,4 % — белорусы, 4,0 % — русские.